# Valni broj
Valni broj (oznaka k) je fizikalna veličina razmjerna recipročnoj vrijednosti valne duljine λ: 
{\displaystyle k={\frac {2\cdot \pi }{\lambda }}}
jednaka je omjeru kružne frekvencije ω i brzine širenja vala v: 
{\displaystyle k={\frac {\omega }{v}}}
Što je valna duljina kraća, valni broj je veći. Mjerna jedinica valnoga broja je recipročni metar (1/m).

## Elektromagnetski spektar
Elektromagnetski spektar prikaz je jakosti elektromagnetskoga zračenja kao funkcije njegove frekvencije, odnosno valne duljine. Obuhvaća sve vrste elektromagnetskih valova, od niskofrekventnih radiovalova (valne duljine od nekoliko kilometara) preko mikrovalova (30 cm do 1 mm) i područja optičkih spektara (infracrvenoga zračenja, vidljive svjetlosti, ultraljubičastoga zračenja; od 1 mm do 1 nm) do visokofrekvencijskoga rendgenskog zračenja (valne duljine do približno 1 pm) i gama-zračenja. Promjene u energijskim razinama elektrona odražavaju se uglavnom na ultraljubičastim i vidljivim spektrima, a od vibracijske i rotacijske energije molekula potječu infracrveni spektri.